# Taoufik Belbouli
Taoufik Belbouli (* 10. Dezember 1954 in Bennane, Tunesien) ist ein ehemaliger tunesischer Profiboxer und Weltmeister des Verbandes WBA im Cruisergewicht.

## Profikarriere
Er gewann seine ersten 13 Kämpfe und bekam in seinem 14. Kampf von Yawe Davis über acht Runden nach Punkten seine erste Niederlage beigebracht. Am 25. März 1989 eroberte er den vakanten WBA-Weltmeistergürtel, als er den US-Amerikaner Michael Greer in der 8. Runde durch technischen K. o. schlug. 
Sein letzter Kampf fand im darauffolgenden Jahr in Madrid gegen Robert Daniels statt und endete unentschieden. Durch dieses Unentschieden behielt Belbouli den Gürtel und trat als amtierender Weltmeister zurück.